# Nils Egtermeyer
Nils Egtermeyer (* 1983 in Rheine) ist ein deutscher Fernsehkoch. Bekanntheit erlangte er durch sein Mitwirken in der Doku-Soap Die Kochprofis – Einsatz am Herd.
Seine Ausbildung zum Koch machte Egtermeyer von 2000 bis 2003 in Münster. Später arbeitete er in verschiedenen Restaurants in Deutschland und auf Mallorca. Von April 2012 bis Januar 2016 war er Küchenchef im Restaurant Jellyfish in Hamburg und gehört seit Mai 2014 zum Kochprofi-Team von RTL II.